# Suntem dezrădăcinate
Suntem dezrădăcinate: Călătoria mea și poveștile altor fete refugiate din toată lumea (We Are Displaced: My Journey and Stories from Refugee Girls Around the World) este o carte din 2019 scrisă de Malala Yousafzai și publicată de Little, Brown and Company în SUA și Weidenfeld & Nicolson în Marea Britanie. Cartea descrie propria experiență a Malalei care a fost strămutată în Pakistan și mai târziu a fost forțată să se mute în Anglia, precum și poveștile altor nouă persoane strămutate din întreaga lume. Cartea a fost apreciată pozitiv de critici și a ajuns în top 10 în lista de bestseller-uri The New York Times la secțiunea „Young Adult Hardcover” (cărți pentru tineri adulți).

## Context

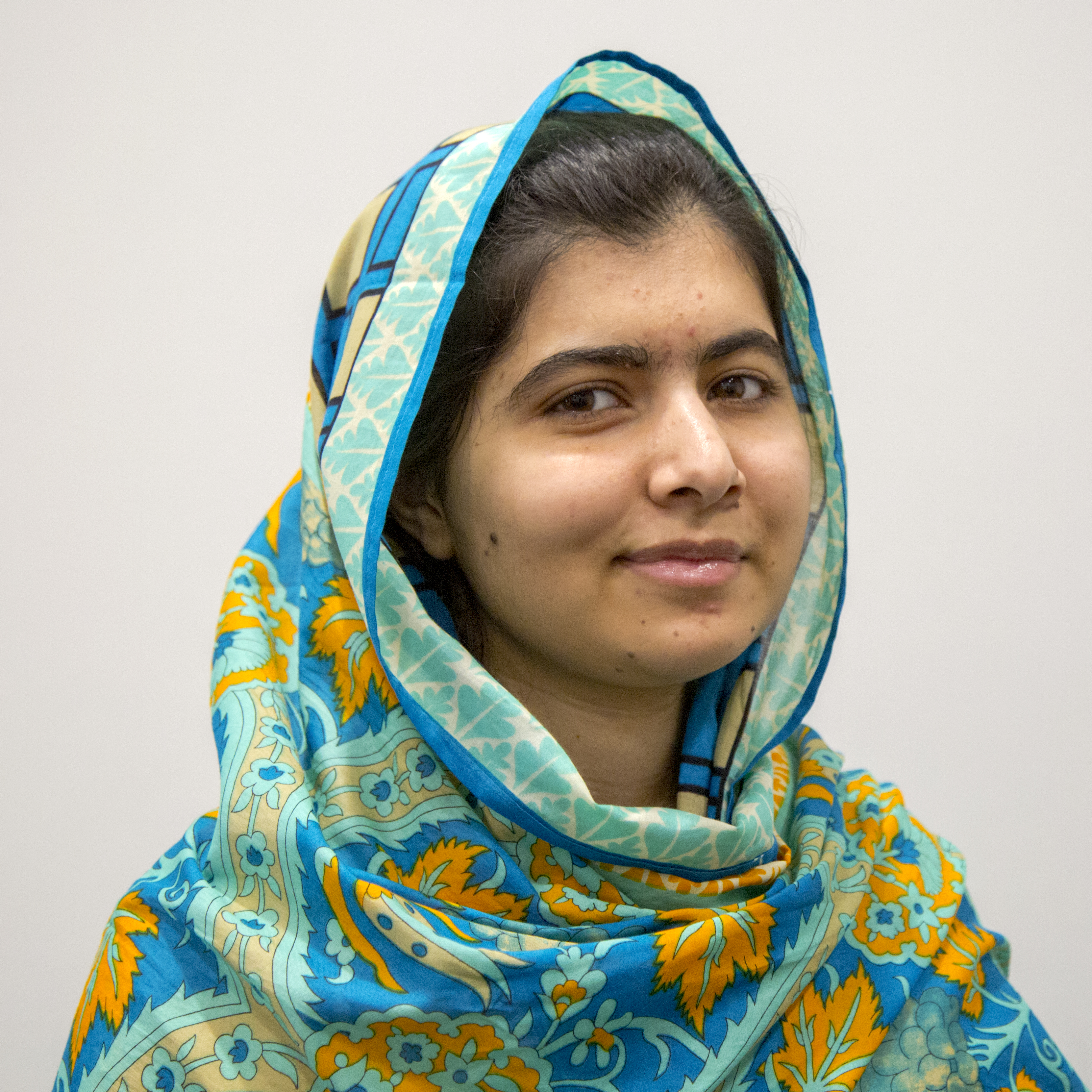
Malala Yousafzai în 2015

Malala Yousafzai este o activistă pakistaneză pentru dreptul femeilor la educație. Născută în Swat Valley din Pakistan pe 12 iulie 1997, a fost crescută de părinții ei, Ziauddin Yousafzai și Tor Pekai Yousafzai, alături de doi frați mai mici, Khushal și Atal. La vârsta de 11 ani, Malala Yousafzai a început să scrie un blog anonim pentru BBC Urdu, despre viața ei în Pakistan, sub influența tot mai accentuată a talibanilor. Ca urmare a acestui demers, New York Times a realizat un documentar despre ea, intitulat Class Dismissed, iar Malala a început să vorbească public despre dreptul femeilor la educație în mass-media locală. În decembrie 2009 s-a aflat că ea este autoarea blogului și, pe măsură ce imaginea ei publică a crescut, a început să primească amenințări cu moartea. În data de 9 octombrie 2012, un membru al grupării talibanilor a împușcat-o pe Malala în autobuzul de la școală spre casă. A fost trimisă mai întâi la un spital din Peshawar și apoi în Birmingham. Malala a continuat să apere drepturile fetelor și femeilor; la 17 ani, a devenit cea mai tânără laureată a Premiului Nobel când i-a fost acordat Premiul Nobel pentru Pace în 2014.
Malala a mai publicat anterior două lucrări: Eu sunt Malala (I Am Malala), un roman autobiografic din 2013 scris împreună cu Christina Lamb, pentru care a fost publicată o ediție pentru adolescenți în 2014; și Malala și creionul magic (Malala's Magic Pencil), o carte autobiografică ilustrată din 2017.
În martie 2018 s-a anunțat că următoarea ei carte Suntem dezrădăcinate: Călătoria mea și poveștile altor fete refugiate din toată lumea (We Are Displaced: True Stories of Refugee Lives) urma să fie publicată pe 4 septembrie 2018. Evenimentul a fost însă amânat până pe 8 ianuarie 2019, când a fost publicată de divizia Young Readers de la editura Little, Brown and Company din SUA și Weidenfeld & Nicolson din Marea Britanie. De asemenea, cartea a fost publicată și în Australia și Noua Zeelandă. Profiturile obținute din vânzările acestei cărți sunt destinate Fondului Caritabil al autoarei ce îi poartă numele.
Cifrele înregistrate de Organizația Națiunilor Unite în 2017 au indicat că 68,5 milioane de persoane din întreaga lume au fost strămutate, dintre care 24 de milioane fiind refugiați. Malala a ales în mod conștient „dezrădăcinat” în loc de „refugiat” în titlul cărții pentru a sublinia că „majoritatea oamenilor sunt dezrădăcinați în interior mai degrabă decât refugiați”. Malala desfășoară activism internațional și a început să viziteze tabere de refugiați din anul 2013, mai întâi o tabără de refugiați sirieni din Iordania. În aceste tabere de refugiați, le-a cunoscut personal pe multe dintre fetele ale căror povești sunt cuprinse în Suntem dezrădăcinate. Vorbind despre carte, Malala a spus că „ceea ce tinde să se omită în actuala criză a refugiaților este umanitatea din spatele statisticilor”. Ea a adăugat că „oamenii devin refugiați atunci când nu au altă opțiune. Aceasta nu este niciodată prima ta alegere.” Apărând la programul american de televiziune CBS This Morning pentru a promova cartea, Malala a declarat despre refugiați: „Nu auzim niciodată ce vor să spună, care sunt visele lor, care sunt aspirațiile lor”. Pe lângă crizele cauzate de război și terorism, ea a dorit să evidențieze poveștile refugiaților afectați de bande și grupuri infracționale, cum este situația multor refugiați în America Latină.

## Rezumat

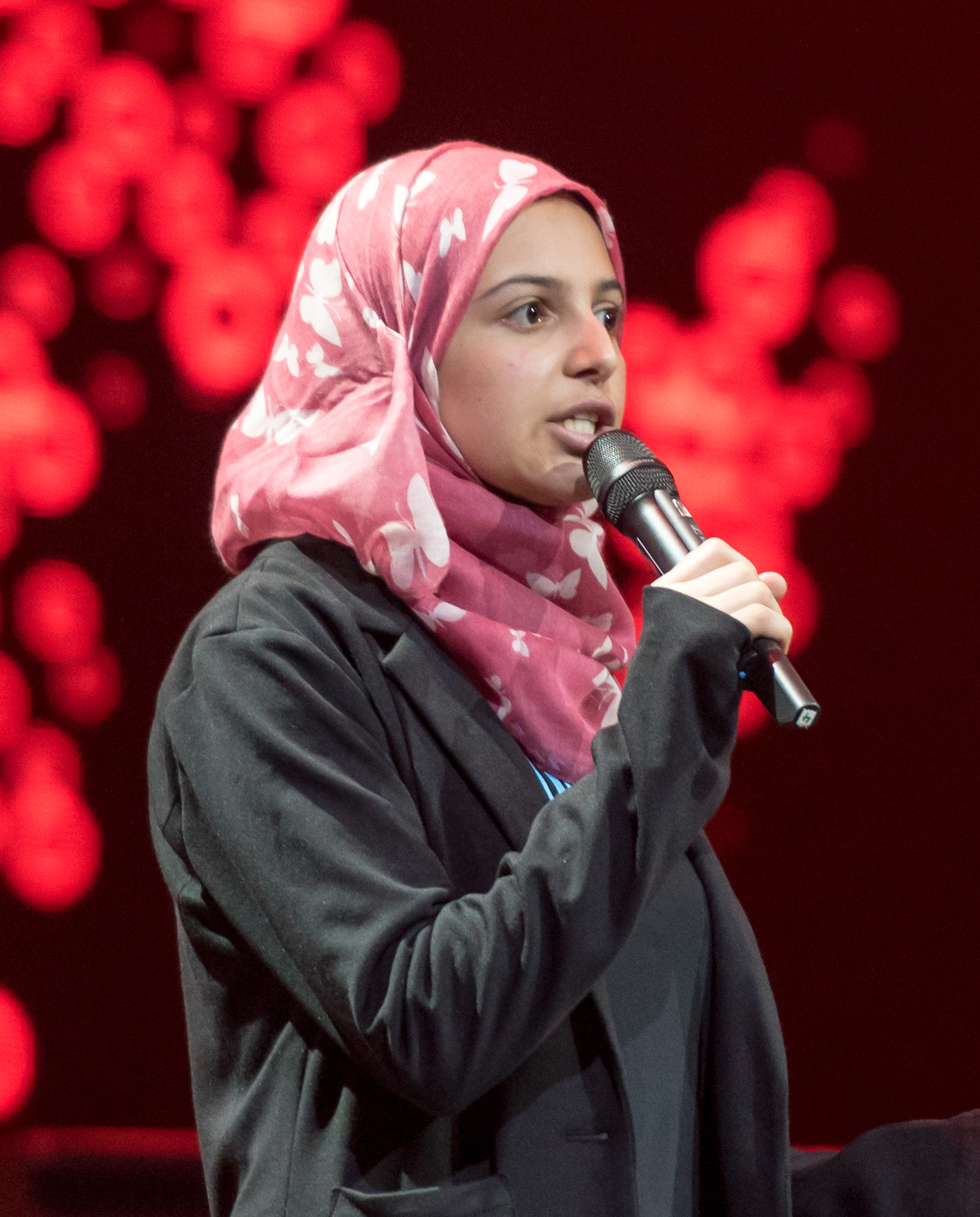
Un capitol al cărții narează povestea lui Muzoon Almellehan.

Prima parte a cărții, „Sunt dezrădăcinată”, detaliază experiența proprie a Malalei. Autoarea prezintă aici ascensiunea talibanilor în Mingora, Pakistan, care a dus la strămutarea forțată, familia ei fiind obligată să se tot mute pe la diferite rude din districtul Shangla și Peshawar. Trei luni mai târziu, s-au întors la Mingora, dar au găsit orașul distrus. Malala a continuat activismul local, până când a fost împușcată în cap de un membru taliban. A fost dusă la Birmingham, în Anglia, pentru tratament și nevoită să rămână acolo și să înceapă o nouă viață.
A doua parte a cărții, „Suntem dezrădăcinate”, descrie experiențele a nouă persoane strămutate. Fiecare poveste are o scurtă introducere scrisă de Malala, apoi începe narațiunea propriu-zisă a fiecărui subiect. Surorile Zaynab și Sabreen s-au născut în Yemen. Tatăl lor a plecat, iar mama lor a primit o viză de călătorie în Statele Unite, așa că cele două au fost crescute de bunica lor până la moartea acesteia. Criza din Yemen i-a determinat pe copii să fugă în Egipt în 2012, iar Zaynab a fost dată afară din casa unchiului ei după ce a fost diagnosticată cu tuberculoză. După ce a urmat un tratament în Cairo, lui Zaynab i-a fost acordată viza. Sabreen a fugit cu barca în Italia împreună cu un văr și doi prieteni. Călătorind în condiții inumane de la Cairo în Alexandria, grupul a fost dus dincolo de Marea Mediterană. După o săptămână, barca lor a rămas fără combustibil și au fost salvați de paza de coastă italiană. Sabreen a cunoscut un bărbat într-o tabără de refugiați din Țările de Jos cu care s-a căsătorit și s-a mutat cu el în Belgia. Între timp, Zaynab s-a adaptat la viața americană.
Fata siriană Muzoon Almellehan a fost strămutată în Iordania după un război civil; în tabăra de refugiați Zaatari, ea a încurajat fetele să meargă la școală, fiind supranumită „Malala din Siria”. Najla, o fată Yazidi, a fost strămutată în Irak din Sinjar la Dohuk, Kurdistanul irakian, de către ISIS. Odată Najla a plecat cinci zile de acasă pentru a-și convinge părinții să o lase să meargă la școală; în Dohuk, i-a învățat pe copiii de acolo să scrie și să citească. Maria este o tânără strămutată în Columbia. Tatăl ei a fost ucis în conflictul columbian, deși acest lucru i-a fost ascuns Mariei timp de mulți ani; a fugit cu mama și sora ei din Iscuandé la Cali. Analisa a fugit din Guatemala după ce tatăl ei a murit. Speriată de fratele ei vitreg Oscar, Analisa s-a îmbarcat spre Mexic și apoi spre SUA, pentru a locui acolo cu un alt frate vitreg, Ernesto. După o călătorie chinuitoare, Analisa a ajuns în Texas, unde a fost transferată în locuri numite hielara („cutie de gheață”) și perrera („cușcă pentru câini”). A ajuns la un adăpost al Oficiului pentru Relocarea Refugiaților și astfel a reușit să-l găsească pe fratele ei vitreg Ernesto.
Familia lui Marie Claire a fugit din Republica Democratică Congo în Zambia și a solicitat statutul de refugiat. Când Marie Claire avea 12 ani, părinții ei au fost atacați cu brutalitate, iar mama ei a fost ucisă chiar în fața ei. Ani mai târziu, statutul lor de refugiat a fost aprobat și au fost trimiși în Lancaster, Pennsylvania, în SUA. Jennifer, lucrând cu Church World Service, a ajutat familia să se adapteze în America și a acționat ca „mama americană” a lui Marie Claire. Ajida a fugit împreună cu soțul și copiii din genocidul Rohingya din Myanmar în Bangladesh, unde au fost forțați să rămână în lagăre. Ajida face sobe din lut în această tabără. Farah s-a născut în Uganda. Ea a crescut în Canada după ce Idi Amin a revocat cetățenia ugandezilor din Asia. Farah a devenit CEO pentru Fondul Malala.
În epilog este prezentată vizita Malalei în Pakistan din 2018, în timp ce capitolul „Despre colaboratori” descrie situația actuală a fiecărei persoane din carte.

## Receptare critică
În The Irish News, Luke Rix-Standing a acordat cărții un rating de nouă din zece, apreciind „vulnerabilitatea îngrozitor de sinceră”. Rix-Standing a lăudat în mod deosebit povestea Malalei și stilul ei de scris, comentând că „limbajul ei simplu, emoționant” și „propozițiile scurte și ascuțite” au permis ca narațiunea „să vorbească de la sine”. Fernanda Santos de la The New York Times a realizat o recenzie pozitivă, numind cartea „incitantă și oportună”. Santos a admirat „poveștile profund personale” și a fost de acord că introducerea realizată de Malala pentru povestea fiecărui refugiat în parte oferă cititorului „lecții ușor de digerat privind chestiuni internaționale”.
Nayare Ali de la Deccan Chronicle a lăudat cartea ca fiind un îndemn de „a deschide ochii la criza refugiaților din lumea postmodernă”. Ali a declarat că sunt aici „mai multe povești triste și sfâșietoare care te fac profund recunoscător pentru fiecare binecuvântare din viața ta”. Într-o recenzie pozitivă din revista indiană The Week, Mandira Nayar a afirmat că „aceasta este o poveste pe care trebuie să o auzim. Din nou. Și din nou." Nayar a apreciat „imaginea puternică a exilului și a speranței” din carte. O recenzie din Publishers Weekly a subliniat „puterea, rezistența și speranța” scriitorilor în fața traumei, dar și mesajul „extrem de emoționant” al cărții.
În secțiunea „Young Adult Hardcover” (cărți pentru tineri adulți) a listei de bestseller-uri The New York Times, Suntem dezrădăcinate a ajuns pe poziția 5 pe 27 ianuarie 2019 și a rămas pe listă pe poziția 7 săptămâna următoare. Pe Twitter, magnatul de afaceri Bill Gates a scris despre carte: „Nu mă pot gândi la o persoană mai bună care să scoată la lumină aceste povești. Felicitări, Malala.” Actrița de la Bollywood Katrina Kaif a lăudat poveștile din carte ca fiind „emoționante și motivaționale în egală măsură”.